# Graller del Boixeguer
|  | Per a altres significats, vegeu «El Graller de Boixeguer». |

El Graller del Boixeguer és un avenc de Sant Esteve de la Sarga, al Pallars Jussà, dins de l'àmbit del poble de Sant Esteve de la Sarga.
Està situat a 1.418 m. alt. a la part central del Montsec d'Ares. És al nord-est del Coll d'Ares, bastant a prop; és a l'extrem nord del Serrat del Boixeguer.
Situat, com la resta de cavitats de la zona, en terreny calcari del Campanià-Maestrechtià, s'hi accedeix per dues boques diferents, a uns 40 m de distància i 12 de desnivell, que donen a la sala gran de la cavitat. Aquesta sala, d'una alçada màxima de 65 m., una llargària màxima de 85 i una amplària que arriba als 45, té un sòl molt irregular a causa dels grans blocs de pedra que hi ha dipositats. Fent un recorregut laberíntic entre aquests blocs, hom pot arriba a recórrer uns 30 metres. De l'extrem sud-occidental de la sala surt encara una galeria descendent, de força grandària, que, si es segueix per damunt dels blocs de pedra, després d'un tram de pujada, porta a una altra sala, anomenada de les Collades. Aquesta segona sala arriba als 80 metres de llargària.
Si en comptes de pujar pels blocs de pedra se segueix per la galeria principal, la galeria es va enxiquint progressivament, fins que arriba a un llac, que tanca la cavitat, atès que les exploracions fetes no han trobat cap mena de continuïtat, després del llac.
En total, el recorregut que s'hi pot fer és d'uns 700 metres, i el desnivell que s'assoleix, d'uns 150.